# Chromosera
Chromosera Redhead, Ammirati & Norvell (złotopępówka) – rodzaj grzybów z rodziny wodnichowatych (Hygrophoraceae).

## Systematyka i nazewnictwo
Pozycja w klasyfikacji według Index FungorumHygrophoraceae, Agaricales, Agaricomycetidae, Agaricomycetes, Agaricomycotina, Basidiomycota, Fungi.
Gatunki
- Chromosera ambigua Tanchaud, Jargeat & Eyssart. 2019
- Chromosera citrinopallida (A.H. Sm. & Hesler) Vizzini & Ercole 2012 – złotopępówka cytrynowa
- Chromosera cyanophylla (Fr.) Redhead, Ammirati & Norvell 2011 – złotopępówka różowawa
- Chromosera lilacina (P. Karst.) Vizzini & Ercole 2012 – złotopępówka liliowa
- Chromosera viola (J. Geesink & Bas) Vizzini & Ercole 2012 – złotopępówka fioletowa
- Chromosera xanthochroa (P.D. Orton) Vizzini & Ercole 2012 – złotopępówka pomarańczowożółta

Wykaz gatunków i nazwy naukowe na podstawie Index Fungorum. Nazwy polskie na podstawie rekomendacji Komisji ds. Polskiego Nazewnictwa Grzybów.